# Kleine Fische
Kleine Fische ist eine Münchner Hörspielreihe aus der Feder von Sebastian Kuboth.

## Die Hörspielreihe
"Kleine Fische" ist eine Münchner Hörspielreihe, die von den zwei jungen Männern Jaro und Fonse handelt, die im alten Münchner Milieu eine Wohngemeinschaft haben und dort verschiedene Dinge erleben. Zu den Nebencharakteren zählen der ewig genervte Nachbar Horst Graslbaur, die Polizisten Heinz Grüner und Georg Göbel sowie die Eltern von Fonse.

## Entstehung
Schon im Frühjahr 2005 trat Kuboth an Lukas Beyerle und Julian Purtz heran, mit denen er ein Hörspiel aufnehmen wollte. Wie dies letztendlich umgesetzt werden sollte, war noch ungewiss. Im August 2005 lernte Kuboth dann den Schauspieler und Sprecher Gerhard Acktun kennen. Nur einen Tag später traf er das erste Mal auf Lukas Jacobi. Beide Personen waren begeistert von dem Vorhaben und ebneten Kuboth einige Wege. Während Jacobi ein Tonstudio organisierte und mit Kuboth neben den Aufnahmen auch die restliche Hörspiel-Produktion vorbereitete, halft Acktun bei der Umsetzung des Drehbuchs. Später stellte er auch den Kontakt zu Michael Habeck her, der ebenfalls einige Kleinigkeiten  zum Drehbuch beitrug. Kuboth und Acktun machten sich dann zwischen August und Oktober 2005 auf die Suche nach weiteren Sprechern. Am 8. Oktober 2005 ging es in Dasing bei Augsburg ins Studio. Nach zwei weiteren Studiotagen, die für die Mischung benötigt wurden, wurde das Hörspiel am 1. Dezember 2005 veröffentlicht. Im Sommer 2006 wurde in München der zweite Teil aufgenommen, der für das erste Halbjahr des Jahres 2007 geplant war, aber erst im September 2007 erscheinen konnte.

## Das Milieu
Der Autor legte von Beginn auf Wert, dieses Hörspiel im alten Münchner Milieu spielen zu lassen. Dies sollte sich auch durch eine eher ruhige Erzählweise und gemütliche Stimmung mit ehrlichen und urigen Charakteren bemerkbar machen. Vorbilder für dieses Milieu, neben Motive aus dem realen Leben, waren Hörspielreihen wie Meister Eder und sein Pumuckl oder Die Feuchtgrubers sowie Fernsehserien wie Die Hausmeisterin, Löwengrube, Meister Eder und sein Pumuckl oder Münchner Geschichten.

## Folge 1: Rumdackln
Zwei junge Münchner Männer, die sich nach nächtlichen Begegnungen mit der Exekutive auf einer Polizeiwache kennenlernen, gründen eine Zwei-Mann-Wohngemeinschaft und erleben im Alt-Münchner Milieu so manch unterhaltsame Geschichte.

### Sprecher
Gerhard Acktun (Erzähler), Lukas Beyerle (Fonse), Matthias Schreiner (Jaro), Hansi Kraus (Horst Graslbaur), Winfried Frey (Grüner), Werner Zeussel (Göbel), Balbina Brauel (Frau Graser), Michèle Tichawsky (Frau Hirschmeister), Josef Vossenkuhl (Herr Hirschmeister), Michael Numberger (Kramer Schober), Petra Umlauf (Sandra), Lukas Jacobi (Polizeifunk-Durchsage), Sebastian Kuboth (Spielleiter)

## Folge 2: Des neie Radl
Jaro und Fonse benötigen ein neues Radl. Leider fehlen die finanziellen Mittel für dieses Vorhaben. Während sie sich bei ihren Kunden durchfragen, ob jemand ein Rad übrig hat, kommen sie auf die Idee, einen Flohmarkt zu veranstalten, mit dessen Erlös sie das Fahrrad finanzieren wollen. Kaum ist das Radl gekauft, macht sich Jaro rar. Irgendetwas stimmt nicht …

### Sprecher
Gerhard Acktun (Erzähler), Lukas Beyerle (Fonse), Matthias Schreiner (Jaro), Hansi Kraus (Horst Graslbaur), Winfried Frey (Grüner), Werner Zeussel (Göbel), Balbina Brauel (Frau Graser), Michèle Tichawsky (Frau Hirschmeister), Josef Vossenkuhl (Herr Hirschmeister), Michael Numberger (Kramer Schober), Hubert Münster (Herr Moser), Sabine Gutberlet (Frau Grobeder), Anno Koehler (Peter Wilde), Claudia Burges (Frau Sasshofer), Robert Wegner (Hamburger)